# 東京航空輸送社

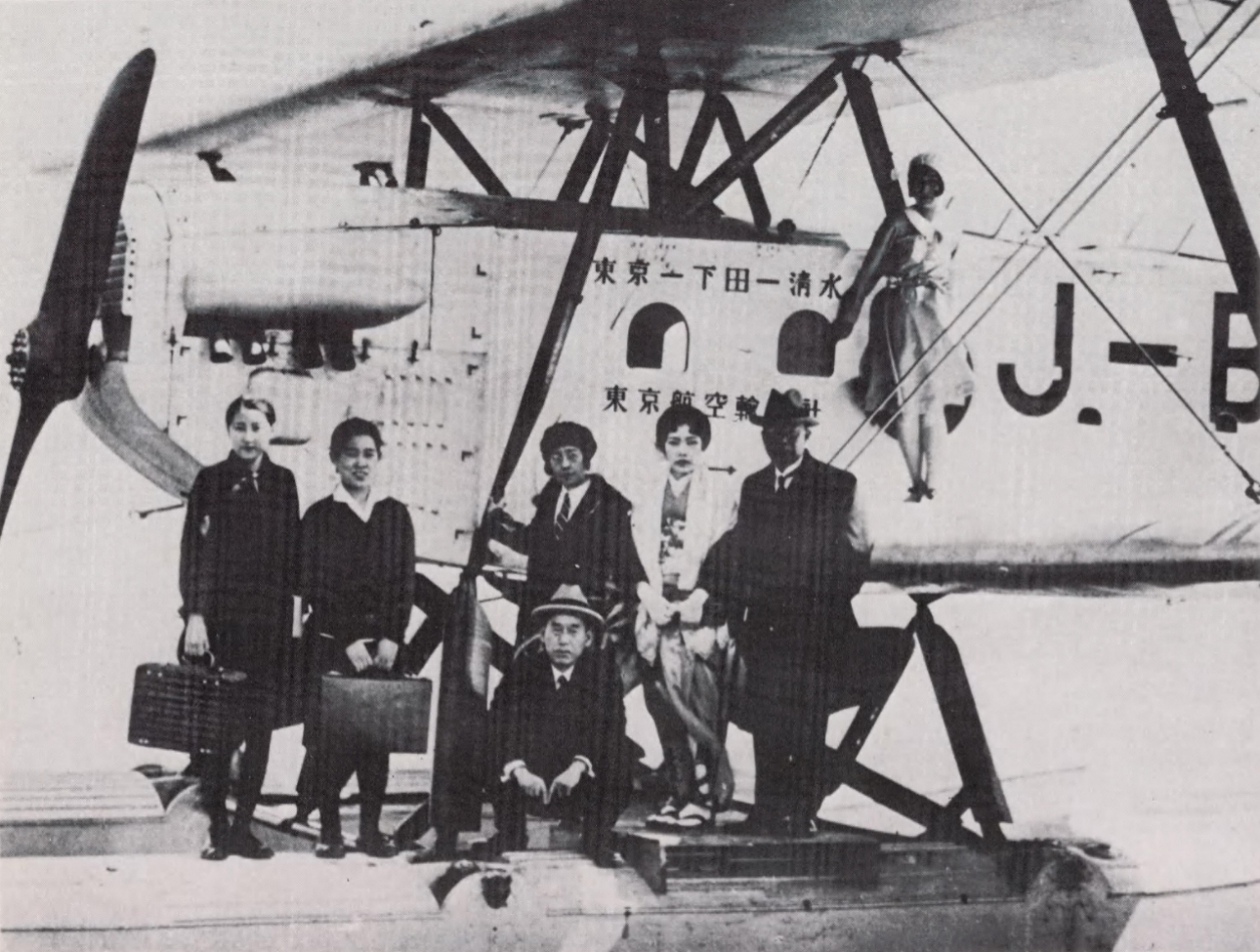
日本初の客室乗務員同乗フライト。乗客は逓信大臣の小泉又次郎一行。1931年3月29日撮影。

東京航空輸送社（とうきょうこうくうゆそうしゃ）は1928年（昭和3年）9月、日本の民間航空業及び自動車業の先駆者として著名な相羽 有（あいば たもつ）によって設立された民間航空会社。1929年（昭和4年）11月から水上機による東京-下田間の定期航空路線営業を行った。後の東京航空株式会社。なお「相羽有」と「日本飛行学校」については各々独立した項で述べる。

## 概要
弱冠21歳で日本飛行学校を創設して飛行士の養成を行い、その後日本自動車学校や日米スター自動車株式会社を立ち上げ成功させた相羽だったが、日本に本格上陸したフォードやGMに押され、昭和に入る頃にはスター自動車の売上げは激減した。そこで本場の現況を確認するため1927（昭和2）年に欧米を視察。帰国後の1928（昭和3）年9月に設立したのが「東京航空輸送社」だった。
定期航空便の認可を得ると1929年（昭和4年）11月より水上機のアブロ 504（乗員1名、乗客1名）で東京（大森海岸）-下田間を週1往復の営業を始めた。翌1930年（昭和5年）には海軍よりハンザ・ブランデンブルク水上機（乗員1名、乗客1名）の払い下げを受け、4月からは区間を清水まで延長し週2往復とした。
1931年（昭和6年）2月には日本初の客室乗務員「エア・ガール」を募集。大きな話題となり、その選考過程までも新聞各紙がこぞって報じる中、応募者141名の中からこの春高等女学校を卒業予定の3名（山本英子、和田正子、工藤雪江）を採用したが、給与の安さから同年4月29日には3人とも退職を申し出ている。面接官には北村兼子や朴敬元など日本飛行学校の女性飛行家も参加していた。
同じく1931年（昭和6年）には逓信省令により東京-下田-清水線で郵便輸送を開始。
1935年（昭和10年）12月、東京航空輸送社が株式会社化、「東京航空株式会社」となる。1936年（昭和11年）には前年から始めた遊覧飛行事業、エア・タキシーに乗務させるため新たなエア・ガールを募集。
1939年（昭和14年）5月11日より大日本航空会社法が施行され、距離300㎞を超える航空輸送事業が禁じられた。この時点ではその網から漏れたものの、以後戦時体制へと向かう中で国策に従い航空輸送事業を停止。以後は航空機の製作などをその役割とした。1944年（昭和19年）8月には軍需省によって社長の相羽以下全役員が実質的に解任。後任の生産責任者には同社会長を務めていた浅野八郎が就いた。
1945年、GHQの発した航空禁止令により日本国内での航空機の運用及び研究開発の一切が禁じられる。これにより東京航空は解散したと推定されるが、創業者である相羽の手によって1951年10月に再び東京航空株式会社が設立された。

## 保有機材
- アブロ式504水上機（2人乗り） - ル・ローン120馬力発動機搭載。開業時に保有していた2機のうちの1つ。
- ハンザ式水上機（2人乗り）- 同上。発動機はイスパノ・スイザ300馬力。1931年（昭和6年）2月12日、テスト飛行時の水上滑走中に発動機から出火し爆発後沈没。山崎廣志機関士が殉職[11]。
- 中島式フォッカー旅客貨物用水上飛行機（乗員2人、乗客6人） - 1931年（昭和6年）7月、海防義会が七万円で購入し東京航空輸送社に無償貸与。第十一義勇号[12][13]。
- 愛知式AB一型水上旅客機（英語版）（7人乗り）- 1931年（昭和6年）2月より就航。愛知時計電機株式会社製造、ローレン450馬力発動機搭載[12]。
- 三菱式SI型水上旅客機[14]（7人乗り）- ジュピター450馬力発動機搭載。
- 九〇式一型水上旅客機[1]（3人乗り）- ジュピター450馬力発動機搭載。
- 一五式水上旅客機[1]（3人乗り）- イスパノ・スイザ300馬力発動機搭載。
- 瓦斯電式KR-2型陸上旅客機[1]（4人乗り）- 神風150馬力発動機搭載の小型旅客機。
- 海外同胞号 - 海外在留日本人による寄付金で製作された軽飛行機で帝国飛行協会第十二号機。東京航空輸送社に無償貸与された。発動機は海軍省より交付、製作は東京瓦斯電気工業[15]。
- 相羽式ツバメ六型陸上旅客機[1][16]（4人乗り）- 神風150馬力発動機搭載の軽旅客機で、愛称は「ペルー同胞号[17]」。海軍より払い下げられた機体の主翼尾翼他を利用し、胴体部は日本飛行学校で製作された。相羽式はこの六型から八型、十型などを経て十一型まで作られている。

## 運航路線

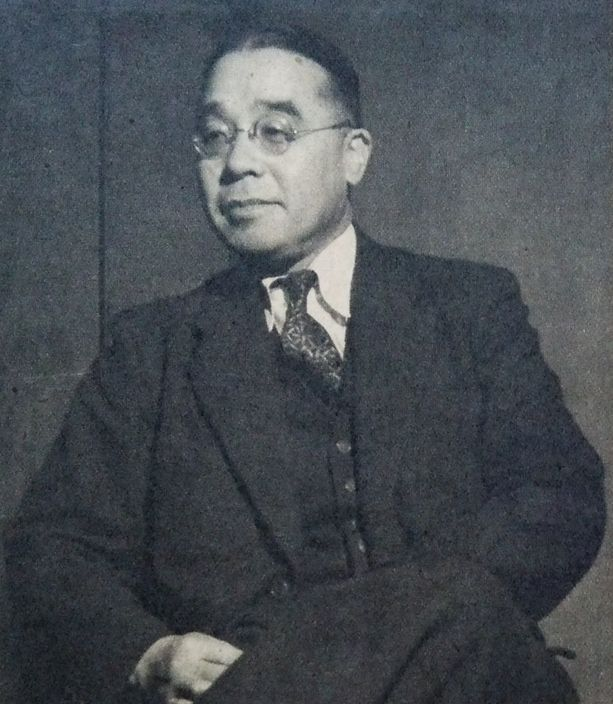
相羽有（1953年）

かつて下田に駐留した初代アメリカ領事のタウンゼント・ハリスや唐人お吉の足跡を見たいという外国人の要望は以前から多かったが、下田まで来るには長時間の乗り合い自動車か汽船でも一晩かかるなど交通の便が非常に悪い状況であった。定期航空便の就航により外国人来訪客の増加が期待される。
- 1929年（昭和4年）11月、東京鈴ヶ森（大森海岸）より伊東を経由して下田までの定期運航開始。
- 1930年（昭和5年）4月には路線延長の許可が下り、下田より沼津を経由して清水市の三保水上飛行場までとなる。

|      | 距離  | 所要時間 | 片道運賃 |
| ---- | ----- | -------- | -------- |
| 伊東 | 105㎞ | 52分     | 一〇円   |
| 下田 | 150㎞ | 74分     | 二五円   |
| 沼津 | 220㎞ | 111分    | 二〇円   |
| 清水 | 260㎞ | 170分    | 二五円   |

毎週月水金の週3回往復。

## 事業成績
営業種目は旅客・貨物・郵便物の定期航空輸送。遊覧飛行、宣伝飛行、空中写真。魚群探見、エアタクシー等。
- 1931年（昭和6年）- 飛行回数462回、旅客数445名、貨物2181㎏、郵便物96㎏[19]。
- 1932年（昭和7年）- 飛行回数95回、旅客数107名、貨物651㎏、郵便物6,375㎏[20]。
- 1934年（昭和9年）- 飛行回数90回、旅客数100名、貨物--㎏、郵便物22,043㎏[21]。
- 1935年（昭和10年）- 飛行回数889回、旅客数2,044名、貨物117.6㎏、郵便物19.65㎏[1]。
- 1936年（昭和11年）- 飛行回数1,119回、旅客数2,955名、貨物393㎏、郵便物26.545㎏[22]。
- 1937年（昭和12年）- 飛行回数2,596回、旅客数7,301名、貨物264.5㎏、郵便物34.987㎏[23]。
- 1938年（昭和13年）- 飛行回数2,958回、旅客数8,641名、貨物318㎏、郵便物--㎏[14]。